# Evoxymetopon taeniatus
Evoxymetopon taeniatus és una espècie de peix pertanyent a la família dels triquiúrids.

## Descripció
- Pot arribar a fer 200 cm de llargària màxima (normalment, en fa 155) i 1.700 g de pes.
- Cos blanc argentat amb diverses ratlles longitudinals de color groc clar i una àrea de color vermell marronós clar al dors.
- 81-90 radis tous a l'aleta dorsal i 60 a l'anal.
- Línia lateral força recta i situada més a prop del contorn ventral del cos que del dorsal.[6]

## Hàbitat
És un peix marí i bentopelàgic que viu normalment entre 100 i 200 m de fondària al talús continental i, de vegades també, a la plataforma continental, i entre les latituds 35°N-29°S i 126°E-39°W.

## Distribució geogràfica
Es troba a l'Atlàntic occidental (les Bahames, el mar Carib i el sud del Brasil) i el Pacífic nord-occidental (sud de la península de Corea).

## Observacions
És inofensiu per als humans.